# Mercado Municipal de São Luís
O Mercado Municipal de São Luís é um edifício na aldeia de São Luís, no Município de Odemira, na região do Alentejo, em Portugal. Destaca-se pela sua construção em taipa, tendo sido desenhado pelos arquitectos Alexandre Bastos, em conjunto com a sua esposa, Teresa Beirão, que foram considerados como pioneiros na construção em terra em Portugal. Poderá ter sido o primeiro edifício público contemporâneo construído em taipa.

## Descrição e história
O edifício está situado junto ao Largo do Mercado, no centro da aldeia de São Luís, e nas imediações da Igreja Paroquial. Está integrado na área protegida do Parque Natural do Sudoeste Alentejano e Costa Vicentina. Foi construído em taipa não portante, enquanto que os alicerces e a estrutura são em betão, tendo sido igualmente utilizadas redes de interface. Destacam-se as grandes áreas de alvenaria, onde a construção em terra foi deixada à vista.
O Mercado Municipal foi planeado pelo arquitecto Alexandre Bastos, em conjunto com a sua esposa, Teresa Beirão, tendo-se ambos destacado no panorama nacional devido ao impulso que deram à taipa como material de construção. Foi construido em 1998, podendo ter sido o primeiro edifício público da época contemporânea naquele material, tendo sido erigido num contexto de escola-oficina, servindo ao mesmo tempo para a formação de outros especialistas em taipa.

## Leitura recomendada
- BASTOS, Alexandre (2005). Arquitectura Contemporânea na Costa Alentejana. Arquitetura de Terra em Portugal. Lisboa: Argumentum. p. 154-161